# アルヒープ・クインジ

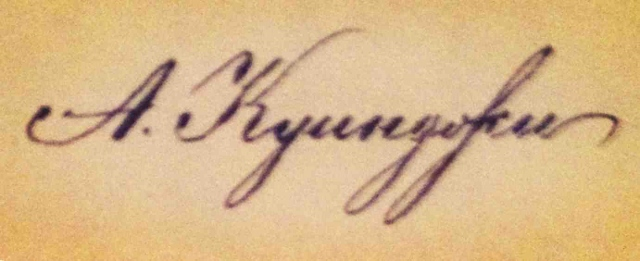
サイン

アルヒープ・イヴァノヴィチ・クインジ（ウクライナ語: Архип Іванович Куїнджи, 1842年1月27日〈ユリウス暦1月15日〉 - 1910年7月24日〈ユリウス暦7月11日〉）は19世紀後半のウクライナ出身の風景画画家である。

## 来歴・人物
ギリシャ系ポントス人の靴職人イヴァン・フリストフォロヴィチ・クインジ（姓についてはエメンジ説あり）を父親にマリウポリで生まれるが、6歳で両親に先立たれたため、幼くして自活を余儀なくされた。タガンログに出て建築現場や穀物小売商に勤め、牧童として働くなどした。
1860年から1865年までの5年間に、タガンログのイサコヴィチ撮影所に写真の修正係として勤め、その後は自分の写真店を開こうとするが果たせなかった。それからタガンログを離れてサンクトペテルブルクに上京する。
もっぱら絵画を独学していたが、イワン・アイワゾフスキーにつき、また、1868年からペテルブルク美術アカデミーに学ぶようになった。1870年に結成された「移動派」こと巡廻美術展協会の組合員となる。

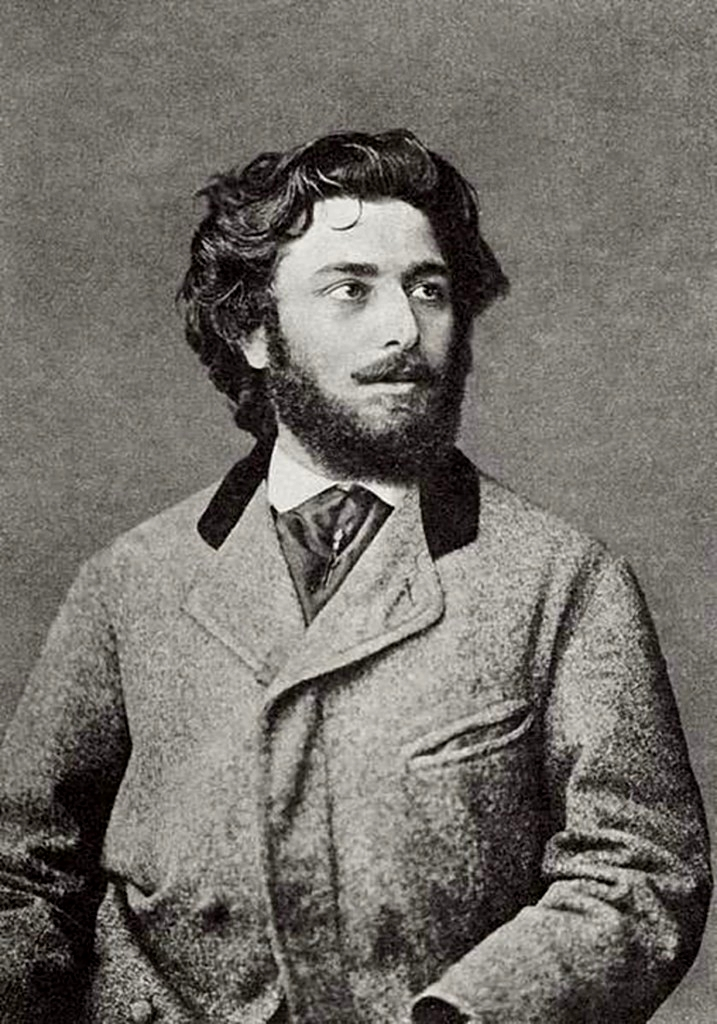
1870年

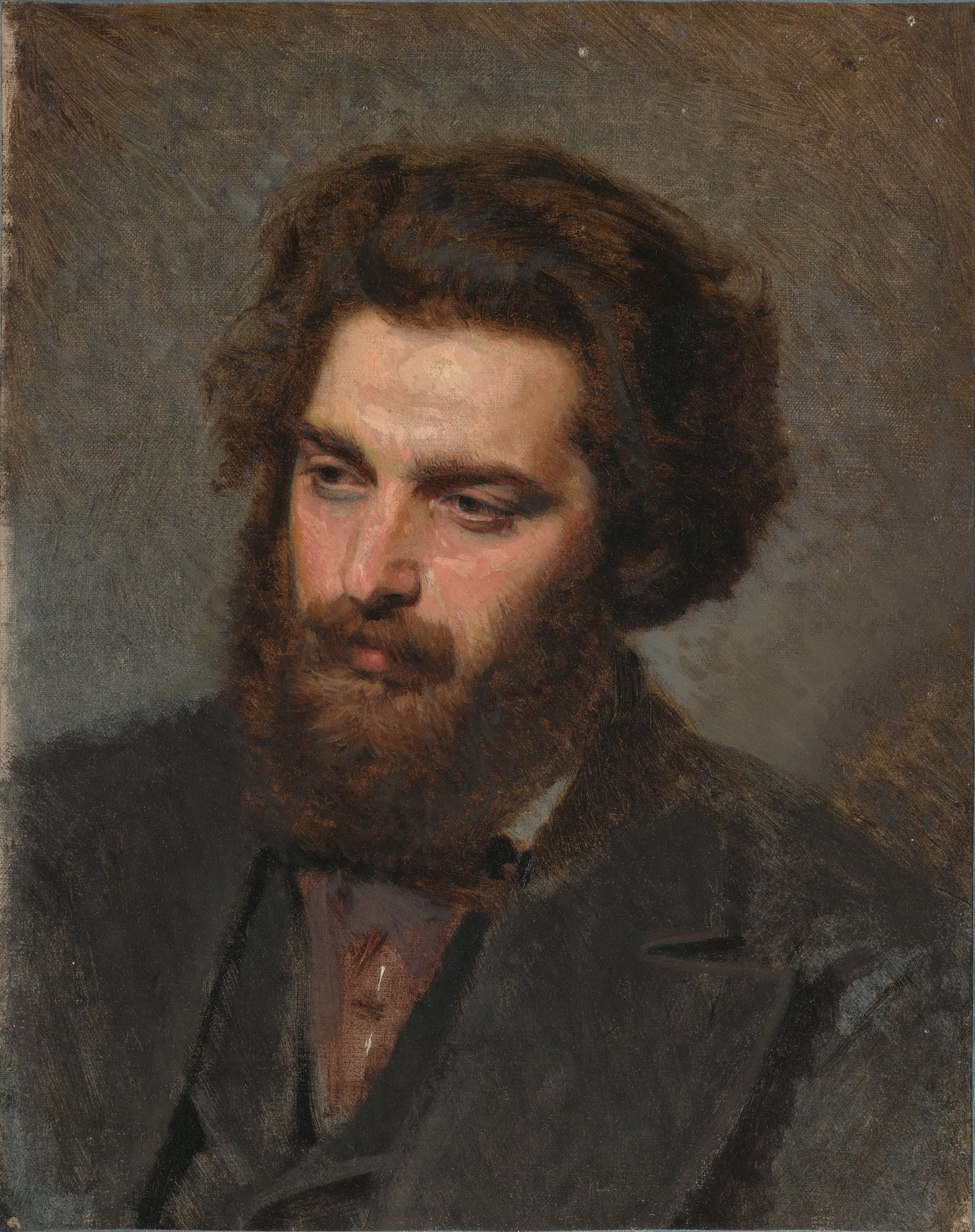
イワン・クラムスコイ画「アルヒープ・イワノビッチ・クインジの肖像」1872年

1872年にアカデミーを退学し、フリーの画家として働き始める。最初の作品は、パーヴェル・トレチャコフが自分の画廊に展示するため買い入れた『ワラーム列島にて(ロシア語: На острове Валаам)』であった。

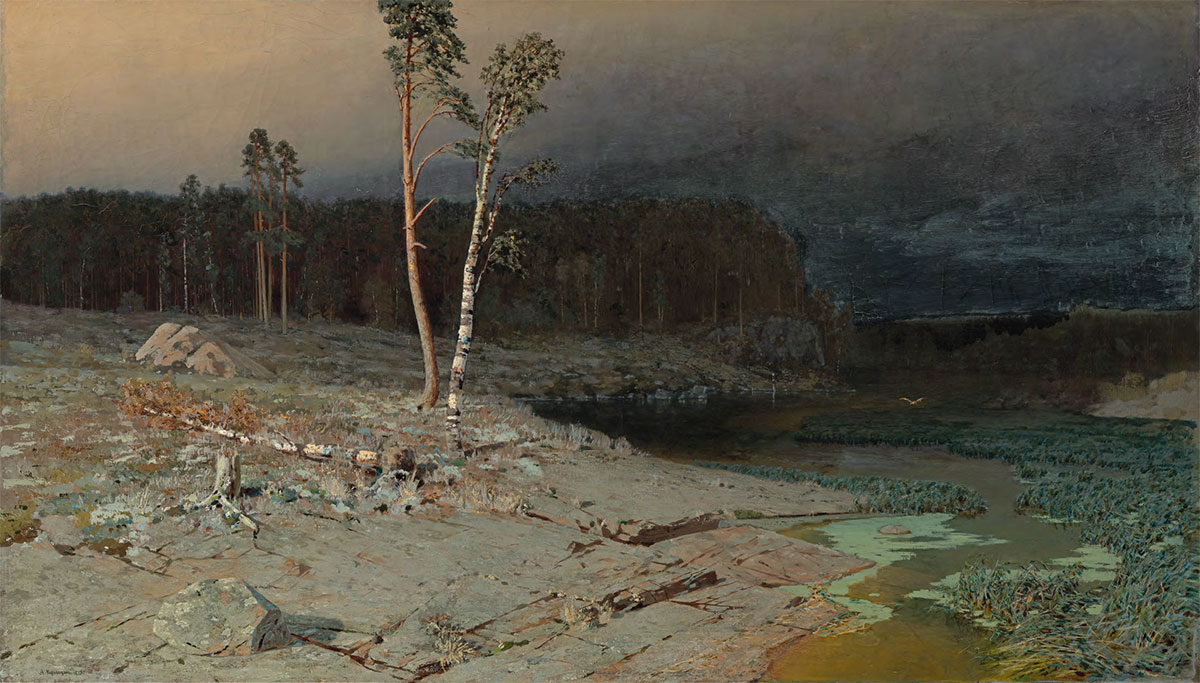
「ワラーム列島にて」トレチャコフ美術館蔵

初期のクインジはイワン・アイワゾフスキーの影響を受け、海に関連する題材を選んでいたが、やがてそこから離れ、1870年代の半ばに、自然界をモチーフとした数々の風景画を生み出すようになった（その一例が1874年の『忘れられた村』である）。1873年に『雪』を発表し、翌1874年にロンドン国際美術展で銅メダルを受賞した。

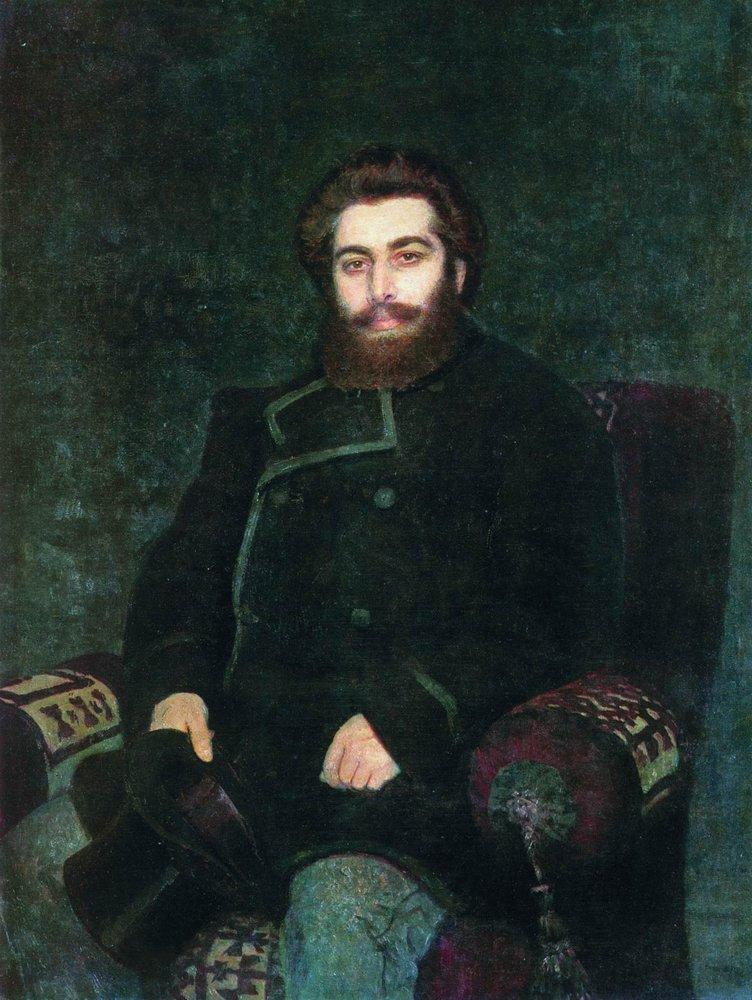
イリヤ・レーピン画「アルヒープ・イワノビッチ・クインジの肖像」1877年

成熟期のクインジは、最も奥深い情感を自然界の輝きに置き換えようと熱望した。高い地平線など、複合的な知覚を応用してパノラマ的な全景を作り出し、濃淡をつけるのに光の効果や濃密な色を用いて錯覚の光を描いている（たとえば『ウクライナの夜』（1876年）、『白樺林』と『雷雨の後』（1879年）、『ドニエプルの月夜』（1880年）など）。後年の画風は、色彩の層を用いた装飾効果が顕著である。

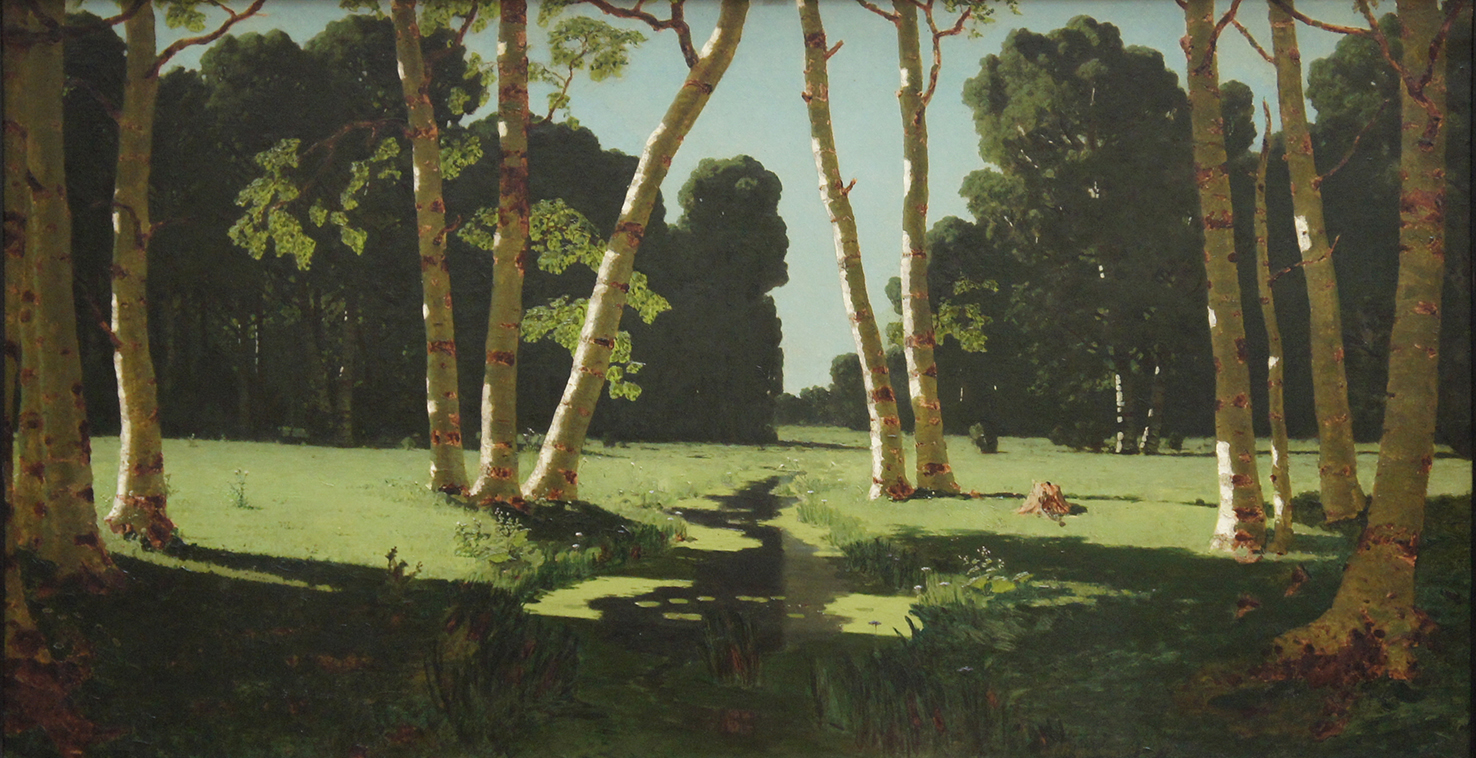
『白樺の林』1879年

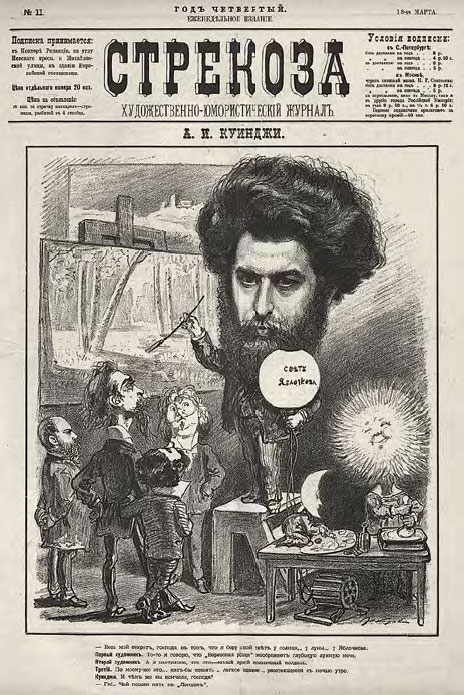
レベデフ・アレクサンダー・イグナティエヴィッチ画『ストレコーザ』誌(1879年3月18日、第11号)の「白樺林」とクインジの似顔絵

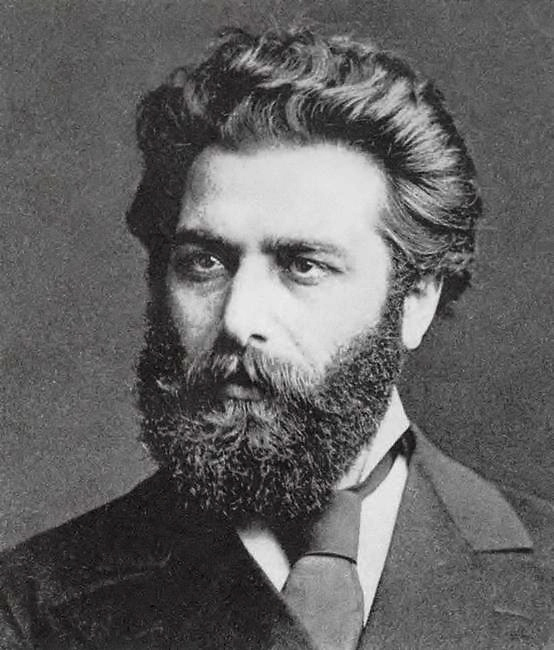
（1917 年以前）

1892年にペテルブルク美術アカデミーの教授に就任し、1893年には正会員に迎えられ、1894年には風景画のワークショップの講師も兼務した。しかし、1897年に学生の抗議を支持したかどで解任されている。門人には、アルカーディ・ルィコフやニコライ・レーリヒ、コンスタンチン・ボガイェフスキーらがいる。

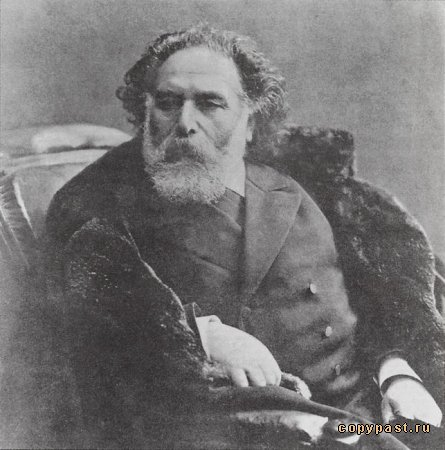
1900年代

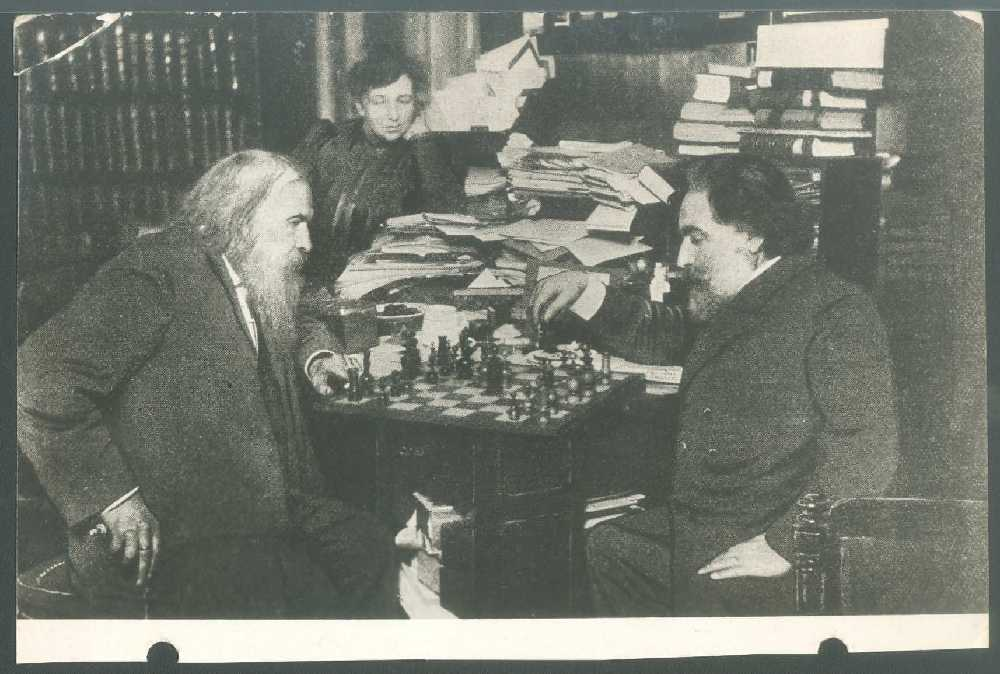
友人ドミトリ・メンデレーエフ（左）とクインジのチェス（1904年）

1909年にA.I.クインジ美術協会を発足させた。
1910年の夏、クリミアに滞在中、クインジは肺炎に罹った。妻は回復を期待して医師の許可を得て彼をサンクトペテルブルクに移したが、心臓の衰弱もあって病気は進行し、その年の7月24日（ユリウス暦7月11日）、69年の人生を終えた。
埋葬されたスモレンスク正教会墓地の墓はアレクセイ・シューセフが制作し、ウラジミール・アレクサンドロヴィッチ・ベクレミシェフによるブロンズの胸像と墓石が設けられた。ニコライ・リョーリフの描いた蛇が巣を作る枝にある神話上の生命の木のモザイクパネルを備えた花崗岩のポータルが配置されている。パネルの端は、古代バイキング様式の彫刻で縁取りされていた。モザイク自体はウラジミール・フロロフのワークショップで組み立てられたものである。
1952年、灰と墓石はアレクサンドル・ネフスキー大修道院のチフヴィン墓地に移された。

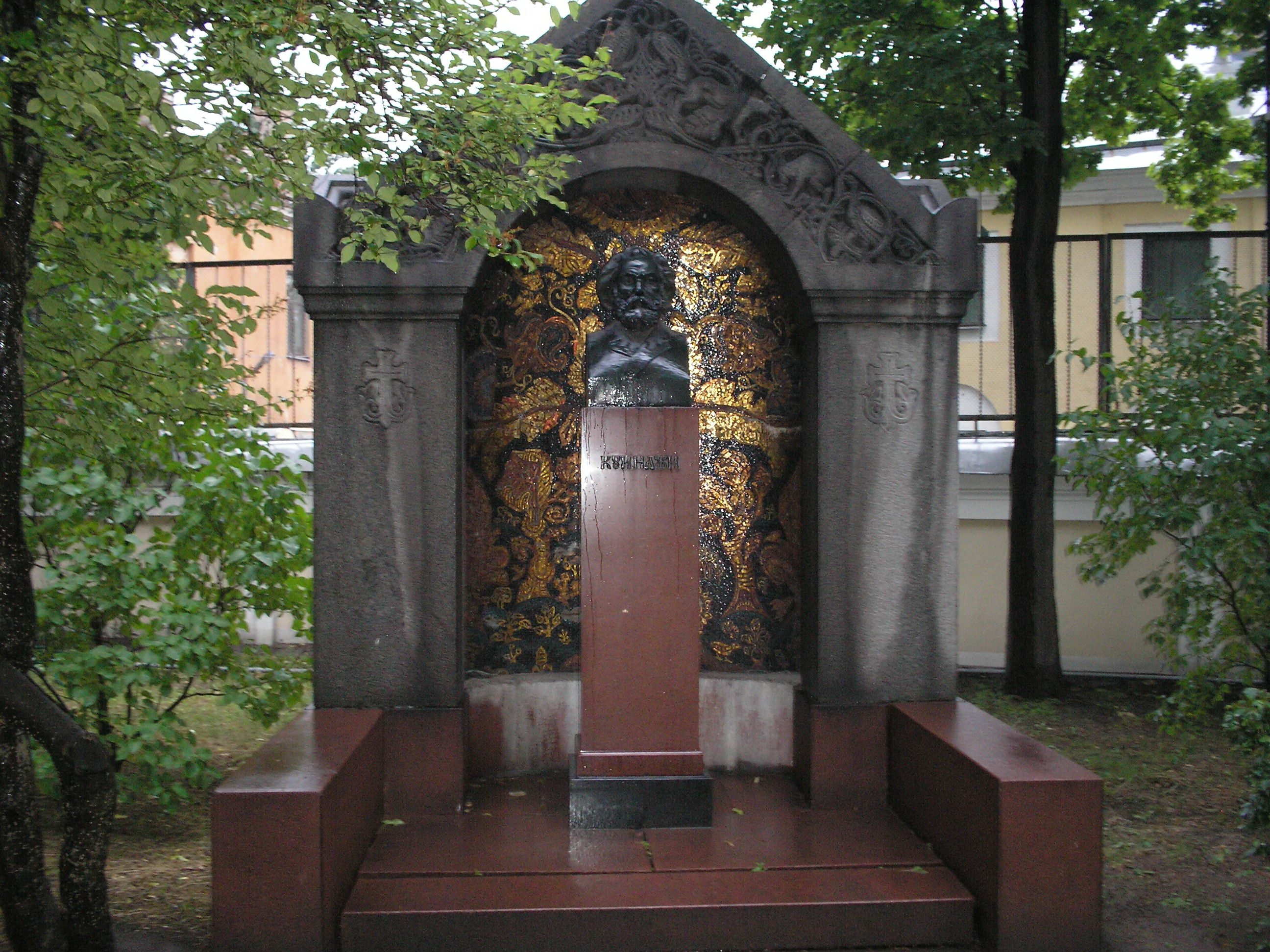
墓碑

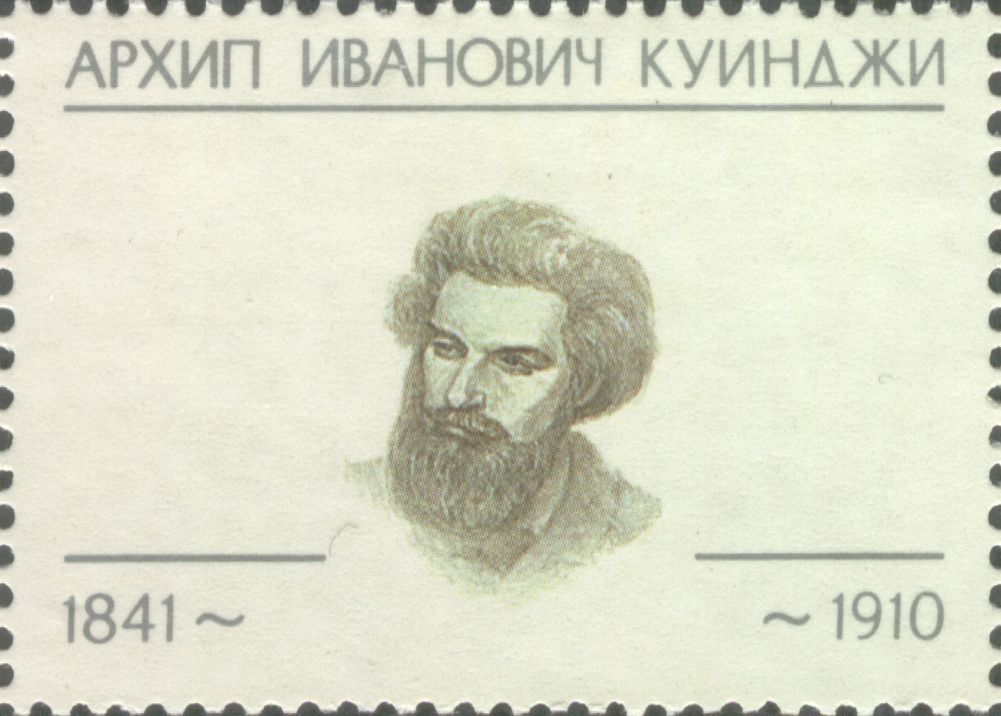
ソ連の切手 (1991 年)

2010年10月30日故郷マリウポリにクインジ美術館が建設された。しかし、2022年ロシアのウクライナ侵攻におけるマリウポリの戦いで破壊された。

## 作品

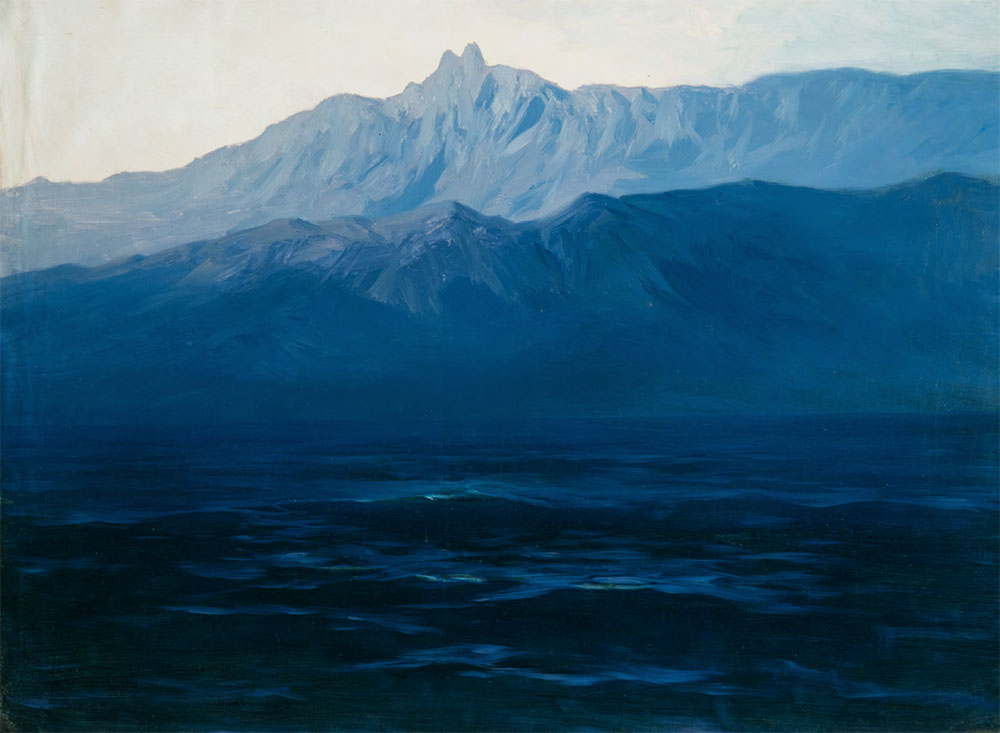
『クリミアのアイ＝ペトリ』
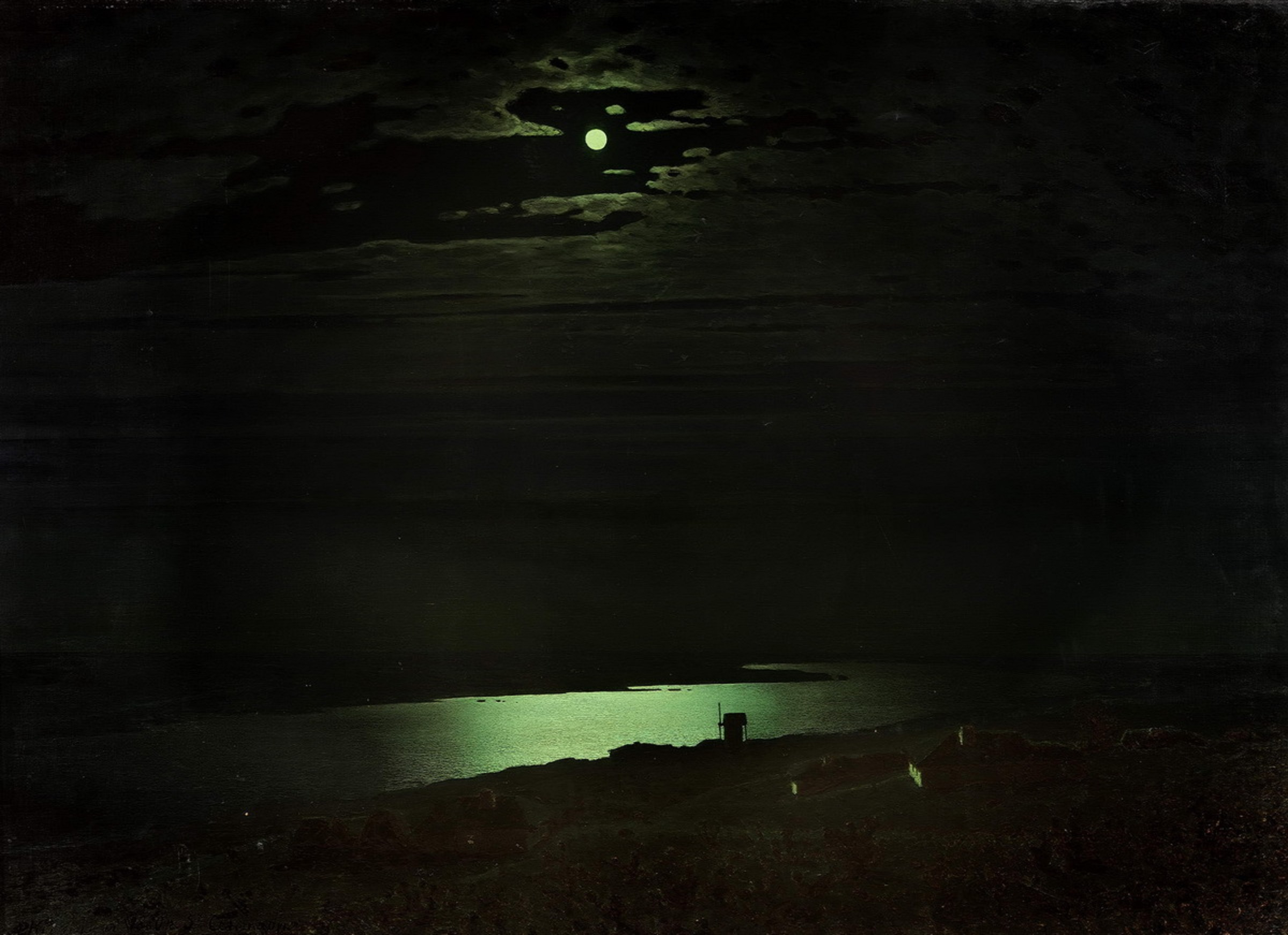
『ドニエプルの月夜』、1880年
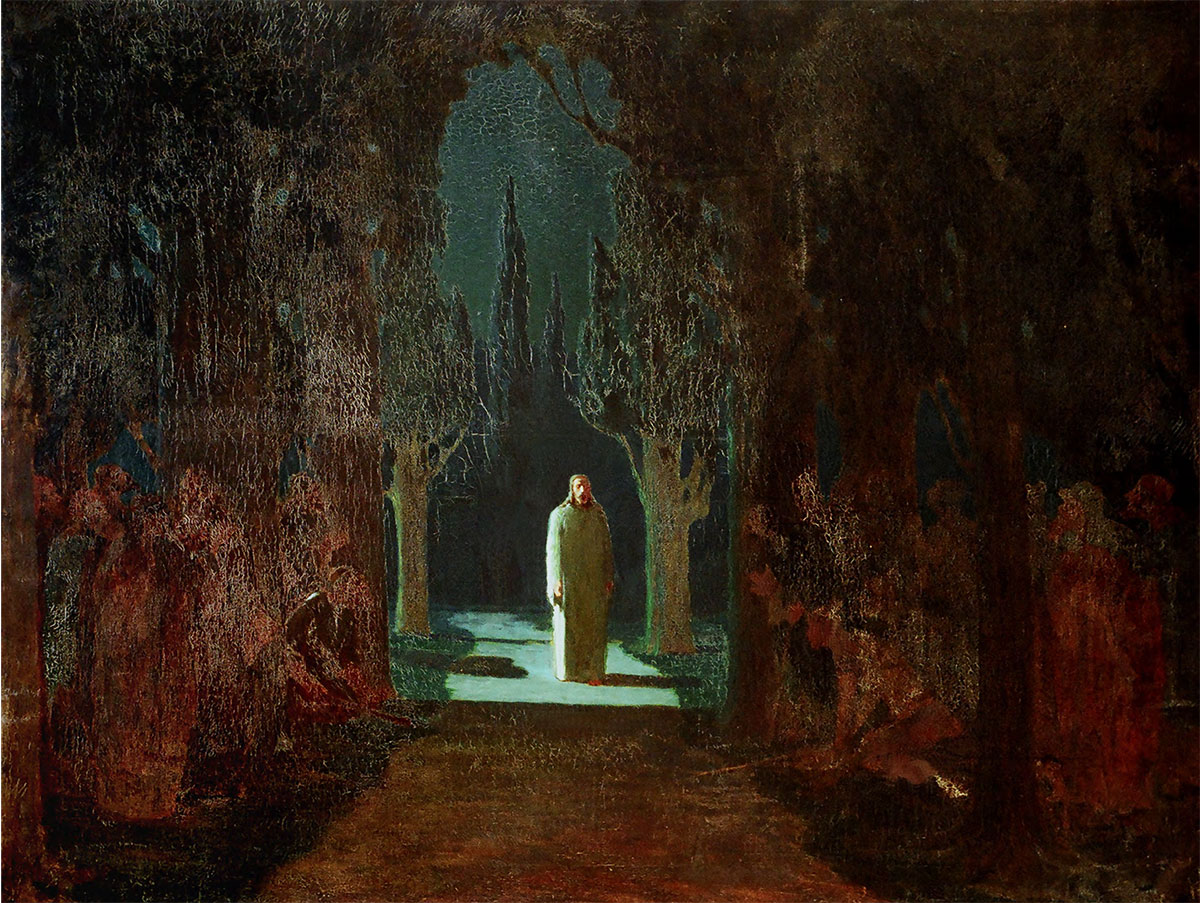
『ゲッセマネの園のキリスト（ロシア語版）（ゲツセマネの祈り）』、1901年
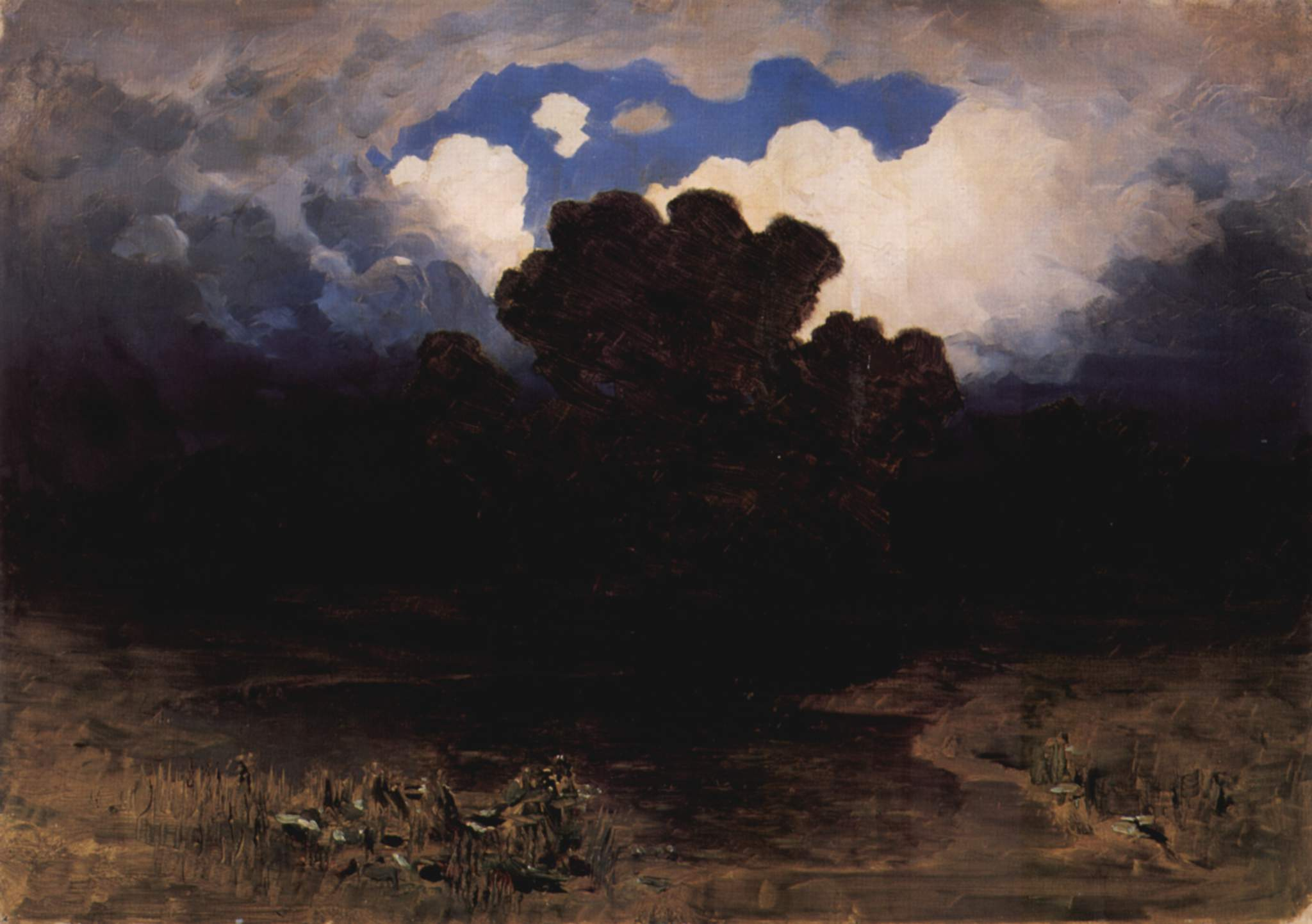
『磯波と雲』、1882年
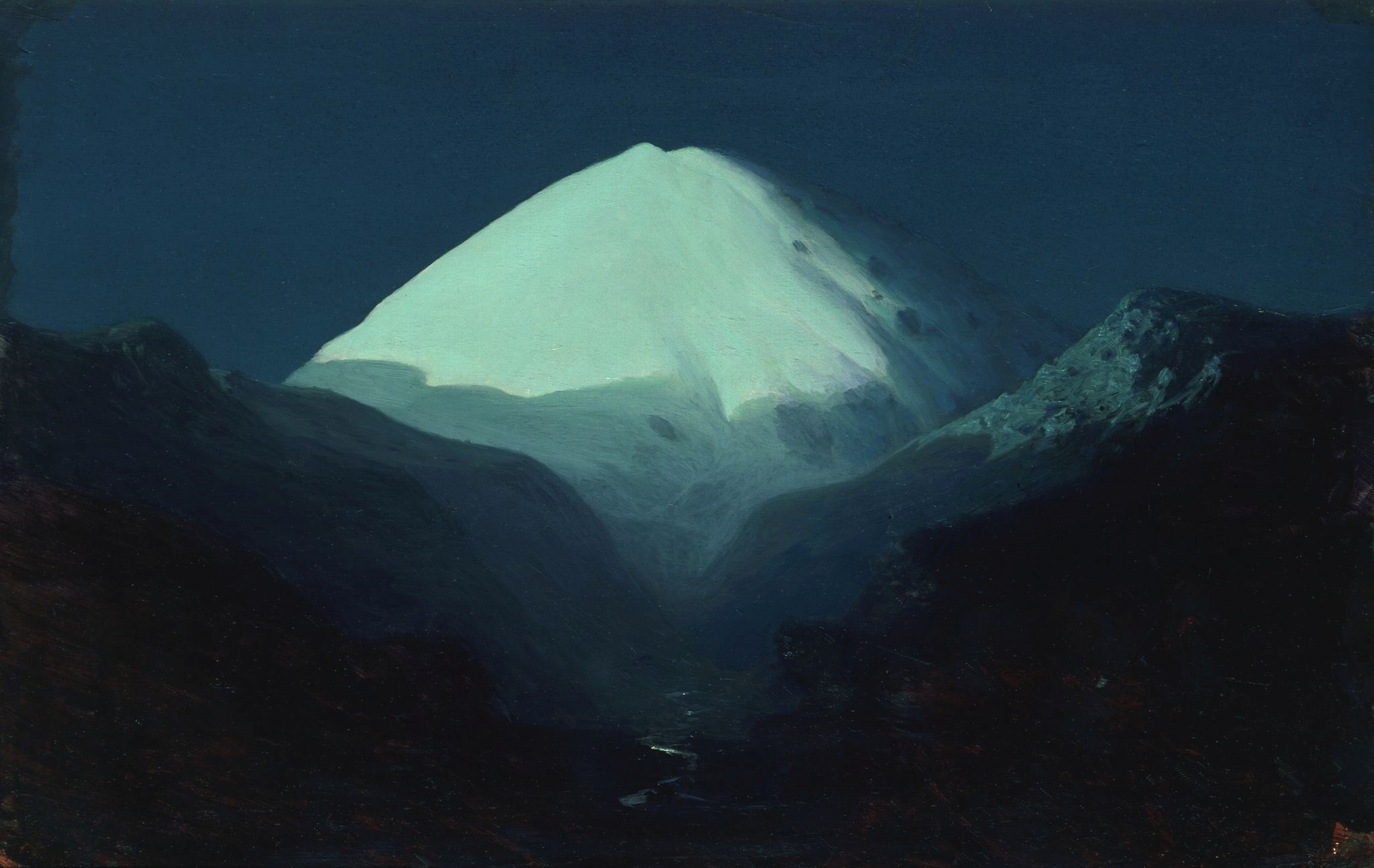
『エルブルス山』、1890年 - 1895年
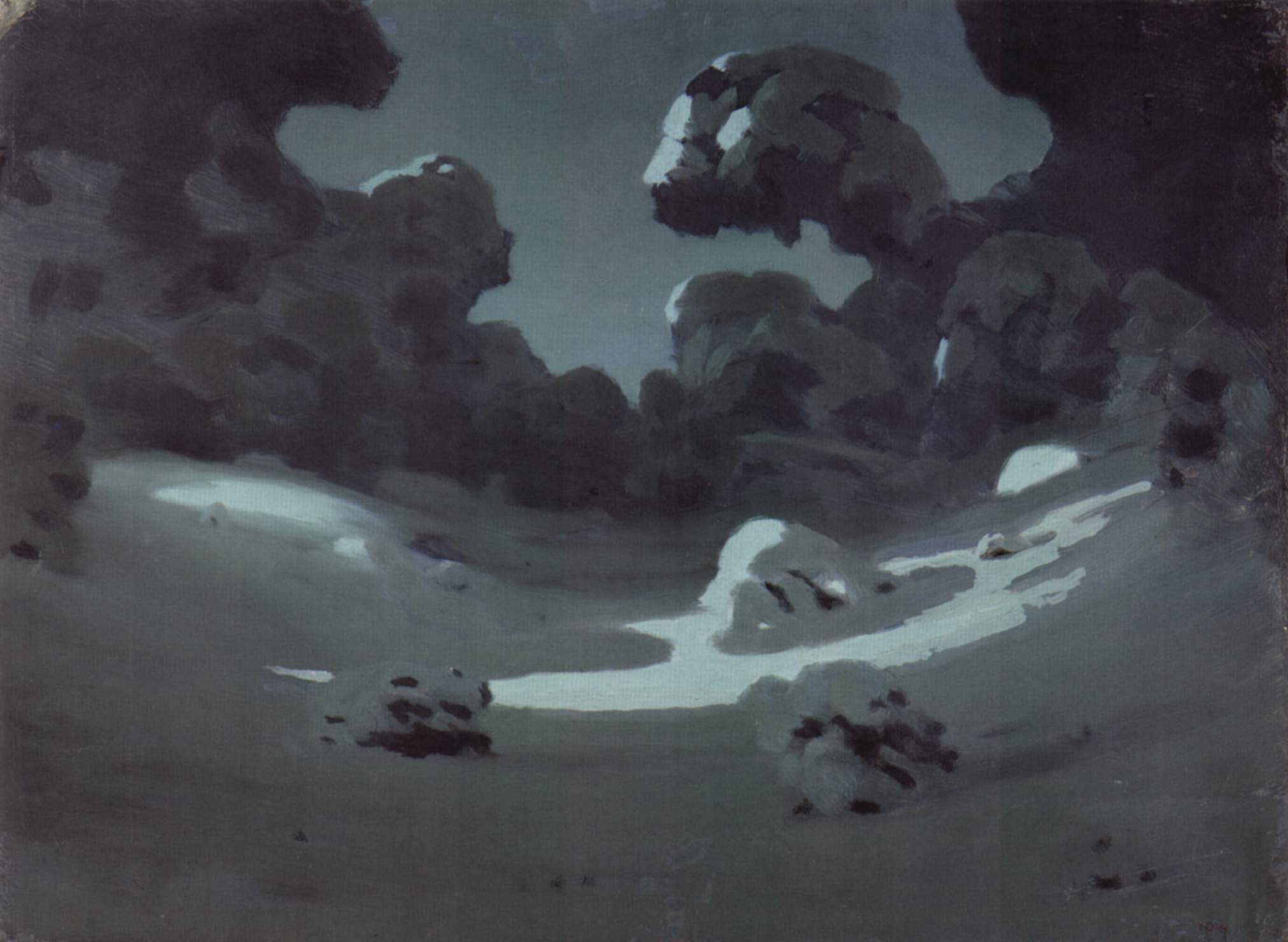
『森の月明かり、冬』
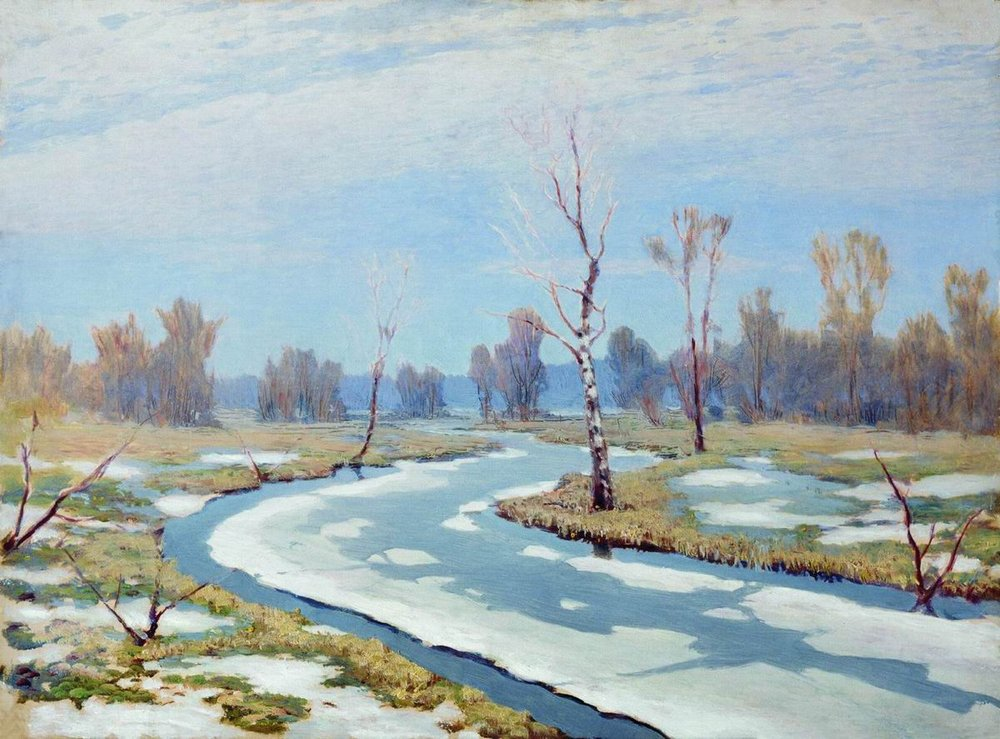
『早春』、1895年
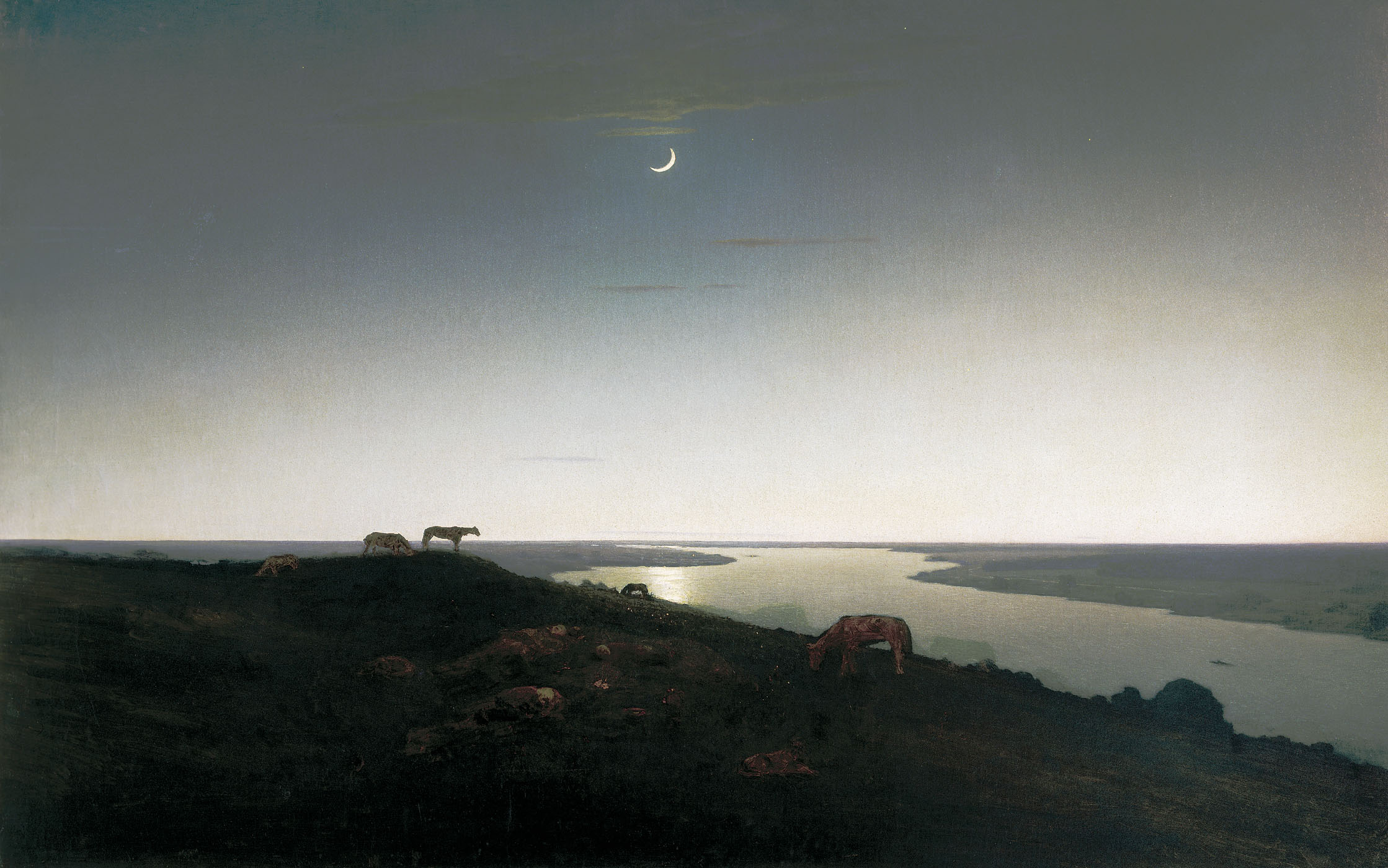
『夜（ウクライナ語版）』、1905年 - 1908年

- 朝のドニプロ（ウクライナ語版）
- マリウポリの天の川（ウクライナ語版）
- ヴァラーミ島にて（ウクライナ語版）
- 忘れられた村（ウクライナ語版）
- 雷雨の後（ウクライナ語版）
- ウクライナの夜
- 北（ウクライナ語版）
- ドニエプル川の赤い夕日（ウクライナ語版）